# Paul Casanova
Pour les articles homonymes, voir Casanova (homonymie).
Paul Casanova, né à Orléansville (Algérie) le 29 juin 1861 et mort au Caire (Égypte) le 23 mars 1926, était un écrivain, archéologue et orientaliste français.

## Biographie
Il fut directeur de l’Institut français d'archéologie orientale et professeur de langue et littérature arabes au Collège de France, lauréat de l’Institut, membre de plusieurs sociétés savantes.
Ancien élève de l’ENS, il fut diplômé de l’École des langues orientales vivantes. En 1889, Paul Casanova fut attaché à la mission archéologique française du Caire dans les mémoires de laquelle il publia de nombreux travaux d’érudition et, entre autres, un fort volume sur la citadelle du Caire. Les années suivantes, il fut directeur de l’Institut français d'archéologie orientale et bibliothécaire du cabinet des médailles de Paris. Il publia de nombreux articles et mémoires sur des questions d’histoire, d’archéologie et, tout spécialement, de numismatique orientale.

## Œuvres
- L'Art musulman d'après l'Exposition organisée au Palais des Champs-Élysées, à Paris octobre-novembre 1894, Impr. nationale, 1895.
- Mahom, Jupin, Apollon, Tervagant, dieux des Arabes, 1909
- Mohammed et la fin du monde, Paris, Geuthner, 1911.
- Le Joyau d'Haroûn ar Rachîd, 1918
- Un point de la bibliographie de Jean-Jacques Rousseau, 1920
- La Doctrine secrète des Fatimides d'Égypte, 1920
- Notes sur les voyages de Sindbâd le Marin, 1922
- L'Incendie de la bibliothèque d'Alexandrie par les Arabes, 1923
- Les Ispehbeds de Firîm, 1926